# Малая Откосная
Малая Откосная (устар. Сабайча, переименована согласно Постановлению Совета Министров РСФСР в 1972 году) — река в России, протекает по землям Чугуевского района (муниципального округа) Приморского края. Длина реки — 36 км.
Начинается севернее горы Себучар, течёт по гористой местности, поросшей кленово-кедровым лесом, преимущественно в южном и юго-восточном направлениях. Принимает в себя ряд мелких водотоков, преимущественно ручьи. Основной приток — Зимовьинка (правый). Близ устья также течёт через охотничьи угодья. Малая Откосная впадает в Откосную справа в 9 км от её устья на высоте 78,5 м над уровнем моря. По водоразделу реки с несколькими другими реками проходит граница с Кировским районом.

## Данные водного реестра
По данным государственного водного реестра России и геоинформационной системы водохозяйственного районирования территории РФ, подготовленной Федеральным агентством водных ресурсов относится к Амурскому бассейновому округу, водохозяйственный участок реки — Уссури от истока до впадения реки Большая Уссурка без реки Сунгача, речной подбассейн реки — Уссури (российская часть бассейна). Речной бассейн реки — Амур.
Код объекта в государственном водном реестре — 20030700212118100053084.